# Monte Lapitas
Lapitas o Lapithas (en Idioma griego: Λαπίθας) es una montaña ubicada en el sur de Élide en el oeste del Peloponeso, Grecia. Sus laderas occidentales descienden al mar Jónico. Tiene entre 15 a 20 kilómetros de largo y 10 kilómetros de ancho y cubre un área de 100 a 150  km². 
Su pico más alto es el Xirohorti con una altitud de 821 metros, y de sus faldas parten algunos afluentes del río Alfeo. Gran parte de la montaña está cubierta de pinares, aunque ha sufrido grandes daños en los incendios forestales de agosto de 2007.
El lago Kaiafa se encuentra entre la montaña y el mar Jónico, al noroeste de la ciudad de Zajaro. La Carretera Nacional Griega 76 (Megalópolis - Andrítsaina-Kréstena) corre por el noreste de las Lapitas y la Carretera Nacional Griega 9/E55 (Patras - Pirgo - Kalamata) al oeste.
Existen yacimientos arqueológicos en las cercanías de la montaña que muestran evidencia de posibles daños por terremotos. Sámico, que se encuentra en el extremo occidental de la cadena, contiene torres derrumbadas y muros y bloques desplazados. Hasta ahora, este daño no se ha atribuido a terremotos, pero debido a la ubicación del sitio, las fallas de la montaña son su fuente más probable. La antigua Olimpia, que se encuentra a 10 km al norte, tiene columnas caídas orientadas que se han atribuido los daños a los terremotos del 522 y/o del 551.

## Localidades
Las localidades de Smerna, Vrina y Xirochori están construidas en sus laderas.
- Al norte: Kréstena, Gryllo, Graikas
- Al este: Platiana y Makisto
- Al sur: Zajaro
- Al oeste: Kato Samikó